# Srati
Srati is een bestuurslaag in het regentschap Kebumen van de provincie Midden-Java, Indonesië. Srati telt 3220 inwoners (volkstelling 2010).